# 北見市立中央小学校
北見市立中央小学校（きたみしりつ ちゅうおうしょうがっこう）は、北海道北見市中央町にある公立小学校。

## 沿革
- 1922年（大正11年）
  - 9月 - 校舎を落成[1]。
  - 10月1日 - 野付牛中央尋常小学校として、野付牛東尋常小学校（現：東小学校）より分離独立[2]。
  - 10月21日 - 創立。同日を開校記念日に制定[1]。
- 1932年（昭和7年）10月 - 創立10周年記念式を挙行[1]。
- 1934年（昭和9年）9月 - 校舎増築移転改築し、落成式を挙行[1]。
- 1937年（昭和12年）8月 - 奉安殿および校舎増改築を実施[1]。
- 1941年（昭和16年）4月 - 国民学校令により、「野付牛中央国民学校」に改称[1]。
- 1942年（昭和17年）
  - 6月 - 市制施行（同日付で北見市と改称）により、「北見中央国民学校」に改称[1]。
  - 10月 - 創立20周年記念式を挙行し、校歌を制定[1]。
- 1947年（昭和22年）
  - 4月 - 学制改革により、「北見市立中央小学校」に改称。高等科を廃止[1]。
  - 9月 - 父母と先生の会を結成[1]。
- 1951年（昭和26年）2月 - 完全給食を開始[1]。
- 1952年（昭和27年）10月 - 新校歌を制定（作詞：百田宗治、作曲：池内友次郎）。30周年記念式を挙行。児童図書館を設置[1]。
- 1955年（昭和30年）4月 - 普通教室と廊下を増築[1]。
- 1956年（昭和31年）
  - 5月 - 普通教室2室と廊下を増築[1]。
  - 8月 - 水泳プールを落成（長さ25m×幅13m）[1]。
- 1957年（昭和32年）11月 - 北小学校新設により通学区域を変更し、児童343名を転籍[1]。
- 1958年（昭和33年）4月 - 上下水道を引き込み[1]。
- 1960年（昭和35年）8月 - 特殊（精薄）学級として楓組（児童7名）を開設[1]。
- 1962年（昭和37年）
  - 8月 - 鉄筋コンクリート造3階建の校舎を落成[1]。
  - 12月 - 体育館を落成[1]。
- 1963年（昭和38年）3月 - 開校40周年記念式典と校舎改築記念式典を挙行[1]。
- 1965年（昭和40年）2月 - 校舎一部が火災にあう[1]。
- 1972年（昭和47年）5月 - 肢体不自由児学級（桂組）が、マザーズホーム内に開設[1]。
- 1973年（昭和48年）
  - 4月 - 学区一部を変更[1]。
  - 6月 - 情緒障害児学級（白樺学級）と在宅訪問学級（にれの木学級）を開設[1]。
- 1979年（昭和54年）
  - 7月 - 新プールを落成（屋根付き）[1]。
  - 12月 - 校舎（裏校舎）を改築[1]。
- 1982年（昭和57年）
  - 3月 - 美山小学校新設により通学区域を変更し、当校から美山小学校へ164名が転籍、北小学校および西小学校から当校へ97名が転入[1]。
  - 10月 - 開校60周年記念行事を開催[1]。
  - 11月 - 記念誌を発行し、記念講演会を開催[1]。
- 1989年（平成元年）3月 - 屋内体育館を落成。旧屋内体育館を解体[1]。
- 1990年（平成2年）1月 - 新校舎を落成し、移転[1]。
- 1991年（平成3年）8月 - グラウンドが完成[1]。
- 1992年（平成4年）10月 - 70周年記念式典を挙行[1]。
- 2002年（平成14年）11月 - 開校80周年記念式典を挙行。コンピュータ教室を設置[1]。
- 2005年（平成17年）4月 - 病弱学級を開設。教育目標を改定[1]。
- 2007年（平成19年）2月 - 院内つくし学級を開設[1]。
- 2013年（平成25年）7月 - 言語障害児学級（いずみ学級）を開設[1]。
- 2020年（令和2年）
  - 4月 - 新型コロナウィルス感染症に係る措置を採る[1]。
    - 4月21日から5月31日まで、臨時休校[1]。
    - 5月21日・5月22日・5月27日・5月28日は、分散登校を実施[1]。

  - 6月1日 - 学校再開[1]。
- 2021年（令和3年）3月 - GIGAスクール構想による端末を整備[1]。
- 2022年（令和4年）11月 - 開校100周年記念式典を挙行[1]。

## 通学区域と進学先中学校
出典

### 通学区域
- 大通東1丁目 - 大通西6丁目
- 北1条東1丁目 - 北1条西6丁目
- 北2条東1丁目 - 北2条西6丁目
- 北3条東1丁目 - 北3条西6丁目
- 北4条東4丁目（ただし1丁目から4丁目までの偶数番地のみ。） - 北4条西7丁目
- 北5条東4丁目 - 北5条西7丁目
- 北6条東4丁目 - 北6条西丁目
- 北7条東4丁目 - 北7条西6丁目
- 北8条東4丁目 - 北8条西1丁目
- 北9条東1丁目 - 北9条東4丁目
- 北10条東2丁目 - 北10条東4丁目
- 北11条東2丁目 - 北11条東4丁目
- 中央町
- 番場町
- 清見町
- 北斗町（1丁目 - 3丁目）
- 三住町
- 三楽町
- 東陵町(181番地 - 187番地)
- 美山町南（1丁目、7丁目）
- 山下町（1丁目 - 5丁目）
- 幸町（1丁目 - 8丁目）

### 進学先中学校
- 北見市立北中学校 - 北4条西1丁目から北4条西7丁目までの偶数番地、北5条西1丁目から北5条西7丁目、北6条西1丁目から北6条西7丁目、北7条西1丁目から北7条西6丁目、北8条西1丁目、中央町、番場町、清見町、北斗町1丁目から3丁目、美山町南1丁目と7丁目から通う児童の進学先
- 北見市立東陵中学校 - 上記小学校通学区域から、上述の北中学校の通学区域を除いた地域から通う児童の進学先

## 周辺
出典
- カトリック北見教会
- 学校法人北見カトリック学園
  - 認定こども園北見藤幼稚園 - 進学前幼稚園のひとつ。
  - 北見藤高等学校
- 北海道北見北斗高等学校
- 北見市子ども総合支援センター「きらり」
- 北見市立中央保育園 - 進学前保育園のひとつ。
- 北見市中央地区住民センター
- 北海道新聞社北見支社
- 学校法人ピアソン学園認定こども園北見幼稚園 - 進学前幼稚園のひとつ。
- 北海道立北見病院

## アクセス
- 北海道北見バス「中央小学校前」停留所より、学園通り（北見市道）沿いの校地東側の門まで、
  - 「系統2」美山線で、
    - 美山中央方面行のりばから徒歩すぐ。
    - 北見駅行のりばから、徒歩約1分（約75m）。

  - 「系統8」夕陽ヶ丘線で、
    - 青葉通り先回り小泉8号行のりばから、徒歩約3分（約185m）。
    - 夕陽ヶ丘先回り小泉8号行のりばから、徒歩約3分（約175m）。
- JR北見駅より、
  - 夕陽ヶ丘通（北見市道）沿いの学校正門（校門）まで、徒歩約14分（約940m）。
  - 上述の北海道北見バス「系統2」美山線に乗車し、「中央小学校前」停留所下車。